# Mardj Dabik
Marj Dabiq —àrab: مرج دابق, Marj Dābiq— és una plana de Síria, prop de Dabiq, a la vall del riu Nahr al-Kuwayk.
Els assiris l'esmenten com Deligu i Teòfanes com Δάβεχον (Dabekon). Sulayman ibn Abd-al-Màlik hi va establir el seu quarter general a Síria, abans situat a Djabiya. Va sortir de Dabik en sayfa i va retornar morint allí el setembre/octubre del 717.
Harun ar-Raixid també hi va acampar el 807 i va arranjar diferències entre els bisbes sirians.
Thimal d'Alep va morir el 1062 i el va succeir el seu germà Asad al-Dawla Atiyya però el nebot Mahmud ibn Nasr es va revoltar (per segon cop) i amb ajut romà d'Orient va derrotar a l'oncle a la plana el juny de 1065, i va agafar el poder a Alep.
Després de la conquesta d'Antioquia de l'Orontes pels croats el 1098, Kitbugha de Mossul va reunir un exèrcit a aquesta plana amb el qual va assetjar la ciutat.
El 1119 Ilgazi va travessar l'Eufrates a Baddaya (moderna Beddaï) i Sandja i va avançar a través de Tell Bashir, Tell Khalid, Mardj Dabik i Muslimiyya cap a Kinnasrin.
El setembre de 1124 hi fou derrotat el mazyàdida Dubays Ibn Sadaka per l'ortúquida Husam al-Duin Timurtash.
Al Malik al-Zahir d'Alep, en la seva campanya contra Lleó II d'Armènia Menor, va acampar a la plana (1305/1306).
Del 9 de maig al 6 de juliol hi va estar acampat l'exèrcit de Sayf al-Din Tunguz (en el qual anava Abu l-Fida d'Hamat) que retornava d'una expedició contra els mongols a la zona de Malatya.
Però sobretot és famosa per la batalla de Mardj Dabik lliurada a la plana entre el soldà mameluc Qànsawh al-Ghawrí i el sultà otomà Selim I el 24 d'agost de 1516; els otomans, mercès a la seva artilleria, va aconseguir una victòria decisiva i el sultà mameluc va trobar la mort a la lluita.